# Furcht (1917)
Furcht ist ein deutscher Horrorfilm aus dem Jahre 1917 von Robert Wiene.

## Handlung
Graf Greven, der von einer Grand Tour aus Indien zurückkehrt, müsste eigentlich glücklich sein. Er ist es jedoch nicht, da er dort eine Buddha-Statue gestohlen hat. Seither wird er von indischen Priestern verfolgt, die ihr Eigentum gerne zurück hätten. 
In einer Vision wird ihm erklärt, dass er in sieben Jahren durch die Hand der Person, die ihm am nächsten steht, getötet werden wird. Der Graf genießt daraufhin sein Leben und verschwendet sein Vermögen. Kurz vor Ablauf der Frist wird er wahnsinnig vor Furcht und begeht Suizid.

## Hintergrund
Die Produktionsfirma war die Messter Film GmbH Berlin (Nr. 9446), den Erstverleih übernahm die Hansa-Film-Verleih GmbH Berlin. Der viragierte Film hatte eine Originallänge von vier Akten auf 1496 Metern. Für die Bauten war Ludwig Kainer verantwortlich, gedreht wurde in den Messter-Studios in Berlin.
Die Polizei Berlin belegte ihn im September 1917 mit einem Jugendverbot (Nr. 40922), die Reichsfilmzensur am 17. Januar 1923 erneut (Nr. 6920).
Die Uraufführung war am 21. September 1917 im Mozartsaal Berlin.